# Geoffroy Le Marhec
Geoffroy Le Marhec ou le Marec est un ecclésiastique breton qui fut évêque  de Cornouaille de 1357 à 1383.

## Biographie
Geoffroy Le Marhec natif du Penthièvre, docteur en théologie de l'université de Paris, chanoine du chapitre de Coutances est très favorable à Charles de Blois dont il devient le conseiller lorsqu'il est nommé évêque de Cornouaille le 20 mars 1357. Pendant qu'il se trouve à la Curie le chapitre de chanoines de Quimper menace le duc d'excommunication s'il lève de nouveaux impôts. Après la bataille d'Auray lorsque le vainqueur Jean IV de Bretagne se présente devant Quimper en novembre 1364 l'évêque tente d'organiser la résistance de la ville mais les bourgeois et le peuple protestent soutenus par une partie au moins du chapitre et la petite aristocratie locale. L'évêque doit entrer en négociations avec le nouveau duc après s'être fait délivrer une attestation notariée spécifiant qu'il avait agi sous la pression des habitants de sa cité épiscopale 
Geoffroi  Le Marhec laisse le souvenir d'un évêque réformateur; il promulgue des statuts synodaux composés de deux parties de chacune 70 chapitres et il publie des mandements relatifs à l'adjonction de nouvelles fêtes au calendriers, aux pèlerinages et aux confréries .
L'évêque meurt en 1383 car Clément VII recommande au duc pour lui succéder le 3 décembre 1383 Thebaud de Malestroit. Son gisant, appartenant à un tombeau détruit, le représente avec les insignes de sa fonction, mitre et crosse, et un chien, symbole de fidélité, figure à ses pieds. En 1874 ce gisant en demi-relief a été déposé dans un enfeu, dans l'arc duquel est peint son blason.

## Héraldique
Les armoiries de son enfeu portent : d'argent au lion de gueules chargé d'une fasce de sable à trois molettes d'argent.